# 阿爾德湖
52°20′34″N 7°16′07″E / 52.342655°N 7.268529°E

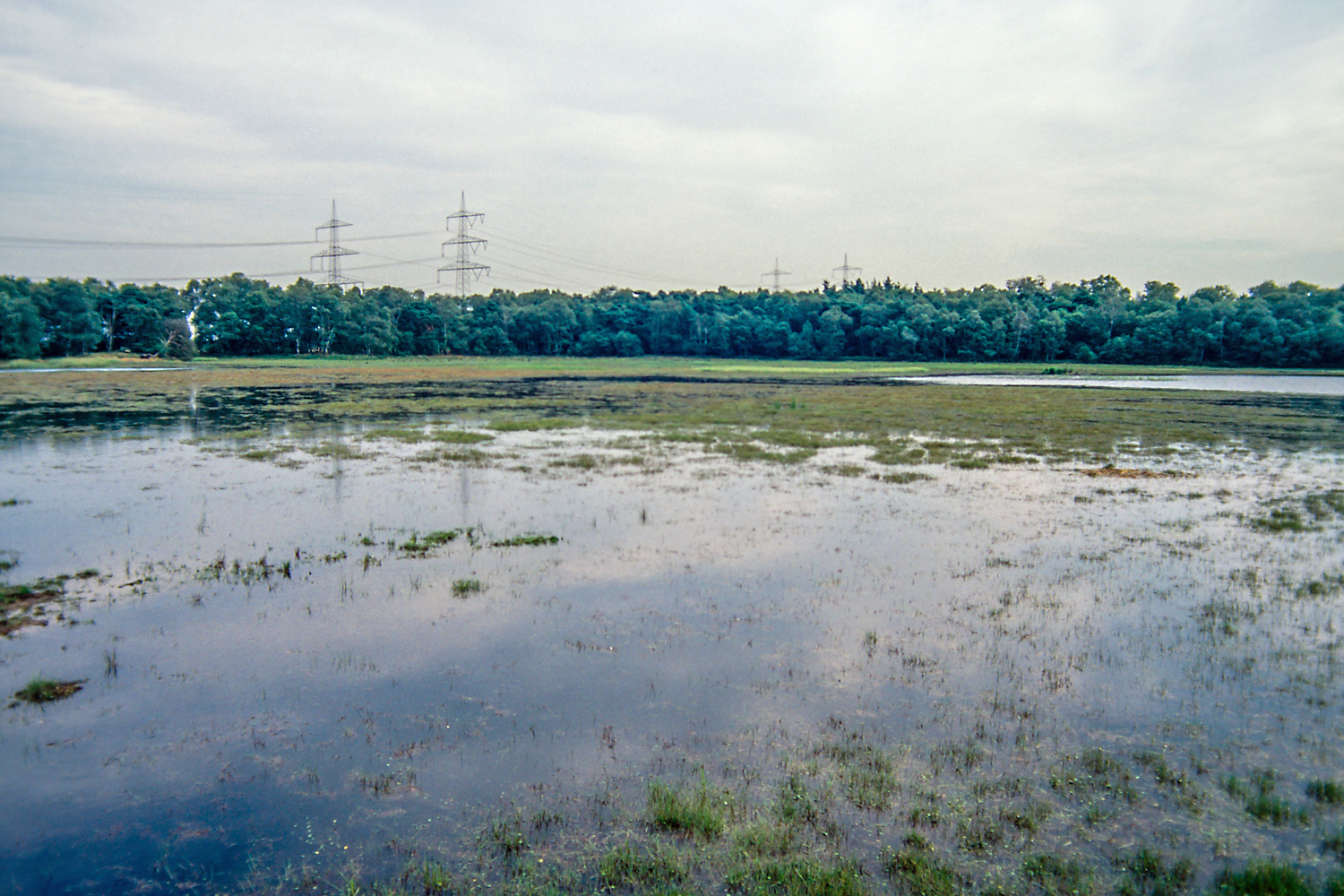

阿爾德湖（德語：Ahlder Pool），是德國的湖泊，位於該國西北部，由下薩克森州負責管轄，處於埃姆斯蘭縣，距離許托夫3.5公里，長0.3公里、寬0.2公里，面積0.055平方公里。